# Radio cognitiva
La Radio cognitiva es un paradigma de la comunicación inalámbrica en la cual tanto las redes como los mismos nodos inalámbricos cambian los parámetros particulares de transmisión o de recepción para ejecutar su cometido de forma eficiente sin interferir con los usuarios autorizados. Esta alteración de parámetros está basada en la observación de varios factores del entorno interno y externo de la radio cognitiva, tales como el espectro de radiofrecuencia, el comportamiento del usuario o el estado de la red.

## Historia
La idea de la radio Cognitiva fue presentada oficialmente por primera vez en el artículo de Joseph Mitola III y Gerald Q. Maguire, Jr. . Era una nueva forma de abordar la comunicación inalámbrica que más tarde Mitola III describió como"el punto en el cual las PDAs inalámbricas y las redes relacionadas son, en términos computacionales, lo suficientemente inteligentes con respecto a los recursos de radio y las correspondientes comunicaciones de ordenador a ordenador como para detectar las necesidades eventuales de comunicación del usuario como una función del contexto de uso y proporcionarle los recursos de radio y servicios inalámbricos más adecuados a ese mismo instante." . Fue concebida como un objetivo hacia el cual debería evolucionar una plataforma de radio definida por software - Debía ser un sistema inalámbrico totalmente reconfigurable de "Caja negra" que cambiase sus parámetros de comunicación automáticamente dependiendo de las demandas de la red y/o los usuarios.
Por otro lado, las corporaciones legislativas de varios países (como la Comisión Federal de Telecomunicaciones en Estados Unidos) han observado que la mayor parte del espectro de radio frecuencia está siendo ineficientemente utilizado . Por ejemplo las bandas de la red celular están sobrecargadas en la mayor parte del mundo, pero la banda de radioaficionados o las frecuencias de localización estaban siendo bastante desaprovechadas. Una investigación llevada a cabo por estudios independientes en algunos países ,  confirmó esta observación y además concluyó en que la utilización del espectro depende fuertemente del tiempo y del lugar. Una asignación de espectro fija provoca que las frecuencias prácticamente en desuso, asignadas a servicios específicos, no puedan ser usadas por usuarios no autorizados, incluso si la transmisión de estos no introdujera ninguna interferencia en este servicio previamente desocupado. Esta era la razón que motivaba a usuarios no legitimados a utilizar bandas sujetas a autorización, asumiendo que no provocaría ninguna interferencia ya que en caso de que el usuario legítimo quisiera transmitir, los usuarios no legítimos podrían saltar a otra banda frecuencial para seguir transmitiendo.
Para poder aprovechar estos huecos temporales en el espectro electromagnético se ideó la radio Cognitiva.

## Terminología
Distinguimos muchos tipos de radios cognitivas dependiendo de razones históricas y del conjunto de parámetros que se tienen en consideración a la hora de tomar decisiones sobre la alteración de la transmisión y/o recepción.Las dos principales son:
- Radio cognitiva completa ("radio de Mitola"): en la cual cualquier parámetro observado en un nodo inalámbrico y/o una red se tiene en cuenta a la hora de tomar decisiones sobre el cambio de parámetros de transmisión y/o recepción.

- Radio cognitiva detectora del espectro: en este caso se toman las decisiones basándose solamente en el estado del espectro de radiofrecuencia.

Además, dependiendo de las partes del espectro disponibles para la radio cognitiva podemos distinguir:
- Radio cognitiva de banda bajo licencia: cuando la radio cognitiva es capaz de usar bandas asignadas a usuarios bajo licencia, además de la utilización de bandas de libre uso como la banda UNII o la banda ISM.

- Radio cognitiva de banda de libre acceso: Cuando la radio cognitiva solo puede utilizar las partes de libre acceso del espectro de radiofrecuencia. Un ejemplo de este tipo de radio la especificación IEEE 802.15 Grupo de trabajo 2. .

## Tecnología
Aunque inicialmente la radio cognitiva se pensó como una ampliación de la radio definida por software (Radio cognitiva completa) la mayor parte del trabajo de investigación actualmente se centra en la Radio cognitiva detectora del espectro -particularmente en la utilización de bandas de televisión para la comunicación. El problema esencial de la radio cognitiva detectora del espectro es el diseño de dispositivos detectores de alta calidad y algoritmos para intercambiar los datos de detección del espectro entre nodos. Se mostró en  que un simple detector de energía no puede garantizar una adecuada detección de presencia de señal. Esto reclama unas técnicas más sofisticadas de detección de espectro y requiere que la información sobre el estado del espectro se intercambie regularmente entre los nodos. (en  los autores muestran que el incremento del número de nodos que cooperan en la detección disminuye la probabilidad de que haya detecciones falsas).
Parece existir un candidato perfecto para rellenar de modo adaptativo las bandas de radiofrecuencia de acceso libre OFDM. De hecho en  Timo A. Weiss y Friedrich K. Jondral de la Universidad de Karlsruhe propusieron un sistema de Spectrum Pooling (reservorio de espectro) en el cual las bandas libres detectadas por los nodos fueran inmediatamente rellenadas por subbandas OFDM.

### Funciones principales
Las funciones principales de las radios cognitivas son:
- Detección de espectro: Un requisito muy importante para el correcto funcionamiento de las radios cognitivas es que han de ser capaces de detectar el espectro desaprovechado y utilizarlo sin provocar interferencias negativas en otros usuarios. La mejor manera para encontrar 'agujeros' en el espectro es detectando a los usuarios principales (legítimos). Las técnicas para detectar el espectro se pueden dividir en tres categorías:
  - Detección de transmisiones: Las radios cognitivas deben tener la capacidad de determinar si hay un señal de algún usuario utilizando una parte concreta del espectro.
  - Detección cooperativa: Diferentes usuarios de radio cognitiva intercambian periódicamente información sobre la detección de usuarios principales.
  - Detección basada en interferéncias.

- Administración del espectro: Utilizar el ancho de banda que encaje mejor con el QoS que necesite el usuario de entre todos los anchos de banda disponibles. La administración de espectro consta de dos pasos diferenciados: El "Análisis de espectro" y la "decisión de espectro".
  - Análisis de espectro: Identificar las características de cada banda disponible para saber las ventajas o inconvenientes de utilizarlo (retardo, probabilidad de error...)
  - Decisión de espectro: Comparar las característias de cada una de las bandas con las requeridas por el usuario y valorar cual es la mejor opción.

- Movilidad espectral: El proceso con el que una radio cognitica cambia su frecuéncia de transmisión o recepción. Las radios cognitivas están ideadas para cambiar de banda constantemente, a otras mejores, de una forma que debe ser imperceptible para el usuario.

- Compartir el espectro: Encontrar un método esquemático de distribución del espectro que sea equitativo y justo para todos los usuarios de radio cognitiva sin interferir en las transmisiones de los usuarios legítimos. Este es uno de los mayores retos a la hora de diseñar las radios cognitivas. Es parecido a los problemas genéricos de acceso al medio (MAC) en los sistemas de hoy en día.

### Radio cognitiva (CR) y Antenas inteligentes (IA)
Las Antenas inteligentes emplean una tecnología espacial para cancelar interferencias, pero se necesitan varias antenas cooperando. Por otra parte, las radios cognitivas permitan a los terminales detectar si una parte del espectro está siendo utilizada o no, y compartir el espectro entre usuarios vecinos.
Esta tabla compara diferentes puntos entre estas dos alternativas de futuro en el campo de las comunicaciones inalámbricas: Radio cognitiva y Antenas inteligentes..
|                             | Radio cognitiva (CR)                                       | Antena inteligente (IA)                                                          |
| --------------------------- | ---------------------------------------------------------- | -------------------------------------------------------------------------------- |
| Objetivo principal          | Compartir y aprovechar el espectro frecuencial             | Reutilización espacial                                                           |
| Procesado de interferencias | Las evita detectando el espectro                           | Las cancela con una pre/post codificación espacial                               |
| Infraestructura             | Detector de espectro y radiofrecuencia multibanda          | Arrays de antenas múltiples o cooperativas                                       |
| Retos algorítmicos          | Tecnología de administración de espectro                   | Tecnología inteligente de formación de rayos y codificación espacial             |
| Técnicas aplicadas          | Software de radios cognitivas                              | Códigos Dirty-Paper y Wyner-Ziv                                                  |
| Basados en:                 | Modulación ortogonal                                       | Pequeñas celdas celulares                                                        |
| Tecnología competitiva      | Ultra banda ancha para la utilización de altas frecuencias | Multi-sectorización (3, 6, 9, y sucesivos) para una mayor reutilización espacial |
| Resumen                     | Tecnología cognitiva para compartir el espectro            | Tecnología de reutilización inteligente de espectro                              |

En conclusión podemos decir que las radios cognitivas y las antenas inteligentes tienen diferentes objetivos. Las primeras buscan formas efectivas para hacer servir todo el ancho de banda disponible entre todos los usuarios, mientras que las segundas buscan la forma de aprovechar mejor el ancho de banda que hacemos servir actualmente, mediante codificaciones y algoritmos para eliminar interferencias.